# Naga Morich
Naga Morich è una cultivar di peperoncino della specie Capsicum chinense, originaria del Bangladesh e dell'India nord-orientale.
Nella Scala di Scoville registra un valore di circa 900.000 - 1.000.000.

## Coltivazione
Come gli altri peperoncini di questa specie, il Naga Morich impiega a maturare circa 40-45 giorni: da verde, passa all'arancione per poi arrivare ad un colore rosso intenso.